# سیلور فیرز (واشینگتن)
سیلور فیرز (به انگلیسی: Silver Firs) یک منطقهٔ مسکونی در ایالات متحده آمریکا است که در شهرستان اسنوهومیش، واشینگتن واقع شده‌است. سیلور فیرز ۳۶٫۲ کیلومتر مربع مساحت و ۲۰٬۸۹۱ نفر جمعیت دارد.